# حيث تسقط النجوم
حيث تسقط النجوم ((هانغل: 여우각시별?)) هو مسلسل تلفزيوني كوري جنوبي بث على قناة إس بي إس من 1 أكتوبر إلى 26 نوفمبر 2018.